# رینان فوگوئینیو
رینان فوگوئینیو (به پرتغالی: Renan Rodrigues da Silva) هافبک اهل برزیل است که در شهر لوندرینا و در تاریخ ۹ اکتبر ۱۹۸۹ به دنیا آمده‌است.
رینان فوگوئینیو در تیم‌های فوتبال Atlético Paranaense سابقهٔ حضور دارد.